# 骆文智
骆文智（1960年8月7日—），男，汉族，广东佛山人，中华人民共和国政治人物，中国共产党党员。曾任深圳市人大常委会主任、党组书记。

## 生平
1977年8月至1980年1月，在广东省宝安县公明镇甘蔗场下乡知青。
1980年1月至1982年9月，任广东省深圳市财政局行财科科员。1982年9月至1984年7月，在暨南大学经济学院财经专业学习。1984年7月至1988年9月，任深圳市财政局行财科科员、副科长、主任科员。1988年9月至1991年5月，任深圳市财政局行财处副处长。1991年5月至1993年11月，任深圳市财政局行财处处长（其间：1990年9月至1992年6月在中南财经大学财经学专业学习，1998年获经济学硕士学位）。1993年11月至1995年4月，任深圳市财政局局长助理。
1995年4月至1998年2月，任深圳市计划局副局长、党组成员。1998年2月至1998年6月，任深圳市盐田区委常委。1998年6月至1999年4月，任盐田区委常委、副区长。
1999年4月至2003年3月，任中共潮州市委常委、副市长。2003年3月至2003年4月，任潮州市委副书记、代市长。2003年4月至2005年6月，任潮州市委副书记、市长。2005年6月至2011年8月，任潮州市委书记、市人大常委会主任。
2011年8月至2012年5月，任广东省人口计生委党组书记。2012年5月至2013年9月，任广东省人口计生委主任、党组书记。2013年9月至2016年4月，任广东省卫生计生委党组书记、副主任。
2016年4月至2018年10月，任广东省食品药品监督管理局局长、党组书记。2018年10月至2019年1月，任广东省市场监督管理局党组书记，省药品监督管理局局长、党组书记。
2019年1月至2024年2月，任深圳市人大常委会主任、党组书记。